# دينيس كوان
دينيس كوان (بالإنجليزية: Denys Cowan)‏ هو فنان قصص مصورة أمريكي، ولد في 30 يناير 1961.

## وصلات خارجية
- دينيس كوان على موقع IMDb (الإنجليزية)
- دينيس كوان على موقع قاعدة بيانات الفيلم (الإنجليزية)